# Welsburg
Die Welsburg ist eine abgegangene spätmittelalterliche Burg der Grafschaft Delmenhorst bei Dötlingen im niedersächsischen Landkreis Oldenburg, in der Nähe einer Kreuzung alter Handelswege gelegen.

## Geschichte
Die Welsburg wurde kurz vor dem Jahre 1359 von der Delmenhorster Linie der Grafen von Oldenburg erbaut. In der Folgezeit bildete sie ein Streitobjekt zwischen den Grafen von Delmenhorst, der Grafschaft Hoya und der Grafschaft Oldenburg. Im Jahre 1407 ist die Burg in der Fehde, die das Erzstift Bremen und die Grafen von Delmenhorst gegen die Grafen von Oldenburg führten, zerstört worden. Bis 1414 ist sie wiederaufgebaut worden. Mit der Wiedervereinigung der Grafschaft Delmenhorst mit der Grafschaft Oldenburg 1447 kam die Welsburg zu Oldenburg. Als Graf Gerhard von Oldenburg auch die Welsburg als Basis für seine Raubzüge nutzte, zerstörten die Bürger der Stadt Wildeshausen auf Veranlassung des Bistums Münster 1479 oder 1480 die Burg, die nicht wieder aufgebaut wurde.

## Archäologische Ausgrabungen
Die Burg wurde in drei Lehrgrabungen der archäologischen Arbeitsgemeinschaft der Oldenburgischen Landschaft 1983, 1985 und 1989 untersucht. Die Hauptburg wurde dabei durch Suchschnitte vollständig erfasst, ein Schnitt reichte bis in die Vorburg. Zu den Funden gehörten ein Pilgerzeichen aus Blei oder Zinn, ein Bruchstück eines Aachenhorns, eine Gussform für Goldbarren und Reste eines hölzernen Lastschlittens.

## Beschreibung
Von der Welsburg ist heute nur noch die Hauptburg als leichte, viereckige Erhebung zu erkennen.
Die Ausgrabungen ergaben eine Errichtung der Burg in drei Bauphasen. Die erste Periode bestand aus einem nur in geringen Resten erfassten Gebäude unbekannten Charakters, das im 14. Jahrhundert noch vor der Hügelaufschüttung existierte. In der zweiten Phase wurde ein 1–2 m hoher Hügel von ca. 31 × 34 m Größe aufgeschüttet und am umgebenden Graben mit einer steinernen Uferbefestigung gesichert. In der dritten Phase wurde laut der dendrochronologischen Datierung um 1358 die Burgfläche nach einem Brand auf 36 × 39 m erweitert. Für diesen Ausbau wurde der Baugrund durch Rammpfähle und Holzlagen stabilisiert und der Graben mittels Faschinen und Pfählen befestigt. Die Hauptburg war durch eine doppelte Grabenanlage mit dazwischenliegendem Wall von beträchtlichem Ausmaß geschützt. Innerhalb der noch mit einer Palisade gesicherten Hauptburg wurden ein Torhaus, ein fast quadratischer Turm – möglicherweise ein Speicher – und ein fast quadratisches Hauptgebäude mit ca. 14 m Seitenlänge ergraben.
Von der Hauptburg führte eine 16 m lange Brücke über die Befestigung zur Vorburg im Nordosten. Diese wird durch einen Graben in zwei gleich große Flächen von jeweils 35 × 25 m geteilt. Die Gesamtanlage war wiederum von einer Wall-Graben-Befestigung umgeben.